# 90 (EP)
90 es el álbum con el que debutó el grupo de rock coreano South Club. Lanzaron su primer sencillo, "Hug Me" el 26 de mayo de 2017, el cual fue precedido del lanzamiento del álbum el 27 de junio de 2017 bajo la firma discográfica South Buyers Club. El álbum fue compuesto casi en su totalidad por el compositor y productor Nam Tae-hyun, quien es también el líder de la banda.

## Antecedentes y lanzamiento
El 22 de junio de 2017, Tae-hyun subió un teaser de la portada del álbum y anunció la fecha de lanzamiento del álbum, con dos canciones principales, "I Got the blues" y "Liar".

## Track listing
| N.º | Título                    | Arrangement    | Duración |  |
| 1.  | «Dirty House» (더러운 집) | South Club     | 3:14     |  |
| 2.  | «I Got The Blues» (Title) | South Club     | 3:09     |  |
| 3.  | «Believe U»               | South Club     | 3:46     |  |
| 4.  | «Hug Me»                  | Nam Tae-hyun   | 4:23     |  |
| 5.  | «I.D.S»                   | South Club     | 3:51     |  |
| 6.  | «LIAR» (Title)            | Nam Tae-hyun   | 3:58     |  |
| 7.  | «See you» (Outro)         | Kim Eui-myeong | 2:55     |  |

## Release history
| Título | Detalles del álbum                                                                                                | Posicionamiento en listas | Ventas        |
| Título | Detalles del álbum                                                                                                | KOR                       | Ventas        |
| ------ | --- | ------------------------- | ------------- |
| 90     | - Lanzamiento: 27 de junio de 2017 - Sello: South Buyers Club, NHN Entertainment - Formatos: CD, digital download | 4                         | - KOR: 5,155+ |